# سیارک ۲۱۶۳۲
سیارک ۲۱۶۳۲ (به انگلیسی: 21632 Suwanasri، نامگذاری:1999NR11) بیست و یک هزار و ششصد و سی و دومین سیارک کشف شده‌است که در ۱۳ ژوئیه ۱۹۹۹ کشف شد.
قدر مطلق سیارک برابر ۲۱.۴ است.